# Sølv (farve)

## Anvendelse
- Fra starten på international motorsport og indtil 1960'erne blev sølvfarvet anvendt som international racingfarve på tyske biler.[1]